# Koide Motoki
Koide Motoki (もと貴小出?, Motoki Koide; ...) è un fumettista giapponese.

## Opere
- Akatsuki (2008-2011)
- Irium (2014)
- Futago no Chichi ni Narimashita   (2014)
- Psycho Romantica (2013-2015)
- Imentor (2019-2021)